# Mateusz Kusznierewicz

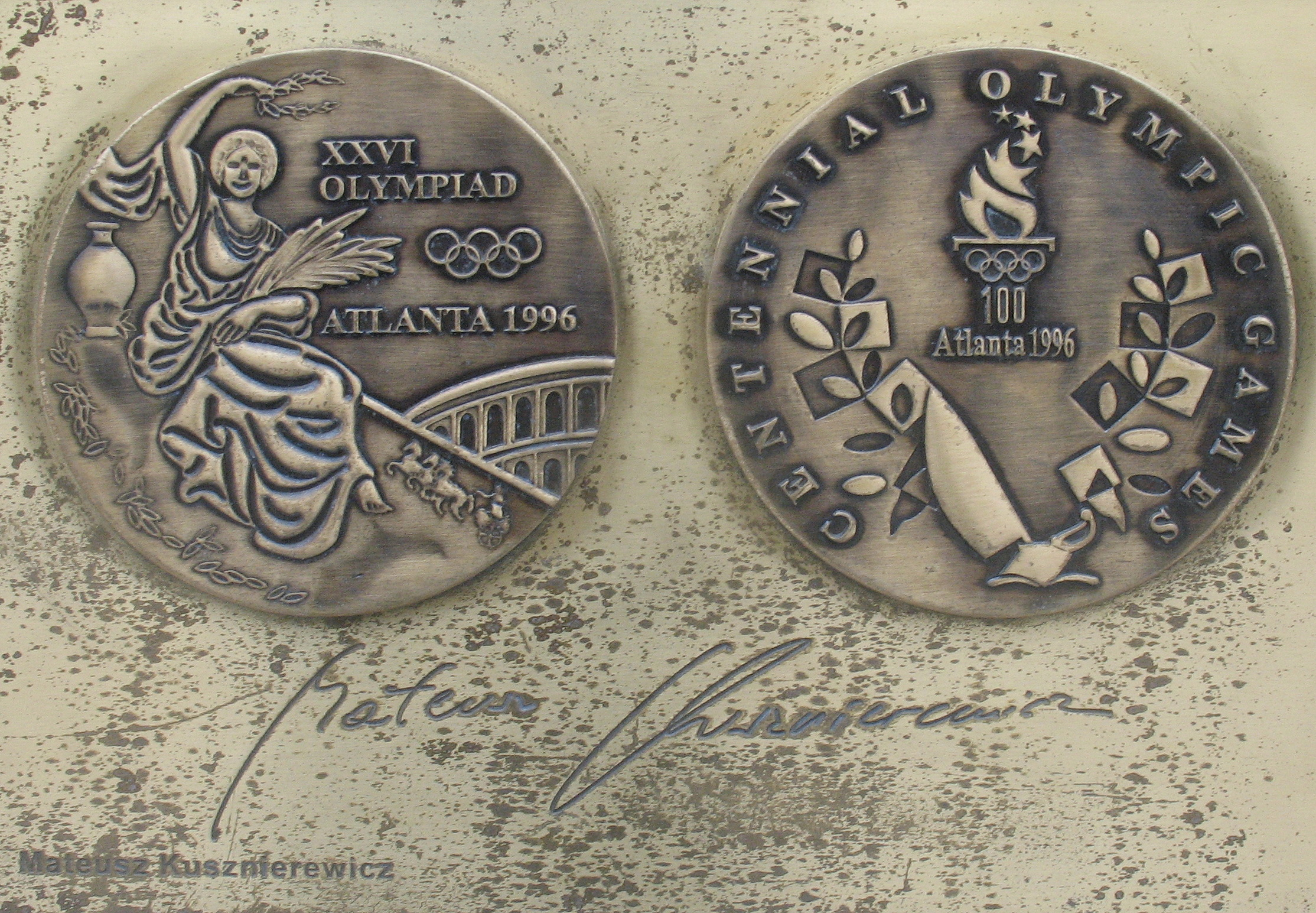
Copie M. Kusznierewicz médaille et autographe Stars Avenue dans le sport Dziwnów

Mateusz Kusznierewicz, né le 29 avril 1975 à Varsovie, est un marin de l'équipe de Pologne de voile olympique.

## Palmarès

### Jeux olympiques
- 8e place en Star en 2012 à Londres (Royaume-Uni)
- 4e place en Star en 2008 à Pékin,  Chine
- Médaille de bronze en Finn en 2004 à Athènes,  Grèce
- 4e place en Finn en 2000 à Sydney,  Australie
- Médaille d'or en Finn en 1996 à Atlanta,  États-Unis

### Coupe du monde de voile
- 2010-2011: 2e place à l'étape de Medemblik, en Star.

### Championnat du monde
- Médaille d'or en Star en 2008.
- Médaille d'argent en Finn en 2002.
- Médaille d'argent en Finn en 2001.
- Médaille d'or en Finn en 2000.
- Médaille d'argent en Finn en 1999.
- Médaille d'or en Finn en 1998.

### Championnat d'Europe
- Médaille d'or en Finn en 2004.
- Médaille d'argent en Finn en 2003.
- Médaille d'or en Finn en 2000.
- Médaille d'argent en Finn en 1999.
- Médaille d'argent en Finn en 1996.

### Championnat de Pologne
- 13 fois Champion national entre 1993 et 2010, en Finn, Star et Yole OK

## Honneurs et distinctions
- Élu marin de l'année 1999 par l'ISAF[1].
- Croix d'Officier de l'Ordre Polonia Restituta.